# Estación de Lonay-Préverenges
La estación de Lonay-Préverenges es una estación ferroviaria de la comuna suiza de Lonay, en el cantón de Vaud.

## Historia y situación
La estación de Lonay-Préverenges fue inaugurada en el año 1855 con la puesta en servicio del tramo Renens - Morges de la línea Ginebra - Lausana.
Se encuentra ubicada en el sur del núcleo urbano de Lonay, dando también servicio a la comuna de Préverenges, situada al sur de la estación. Cuenta con dos andenes laterales a los que acceden dos vías pasantes. En el este de la estación existe una gran playa de vías que se extiende hasta la estación de Denges-Echandens y es usada como estación de clasificación de trenes de mercancías para el área de Lausana.
En términos ferroviarios, la estación se sitúa en la línea Ginebra - Lausana. Sus dependencias ferroviarias colaterales son la estación de Morges-St-Jean hacia Ginebra y la estación de Denges-Echandens en dirección Lausana.

## Servicios ferroviarios
Los servicios ferroviarios de esta estación están prestados por SBB-CFF-FFS y por MCB:

### RER Vaud
La estación forma parte de la red de trenes de cercanías RER Vaud, que se caracteriza por trenes de alta frecuencia que conectan las principales ciudades y comunas del cantón de Vaud. Por ella pasa una línea de la red:
- S 3 Allaman - Morges - Lausana - Vevey - Montreux - Villeneuve.